# Alan Jenkins
Alan Jenkins (ur. 24 lutego 1947 w Heswall) – inżynier oraz były projektant samochodów wyścigowych (w tym Formuły 1).

## Życiorys
Jenkins spędził dzieciństwo w Neston. Uczył się w Wirral Grammar School, a następnie w Liverpool College of Art. Regularnie oglądał wyścigi na torach Aintree i Oulton Park. Ukończył studia licencjackie w dziedzinie wzornictwa przemysłowego. W 1978 trafił do Formuły 1, przygotowując stare Lotusy dla Héctora Rebaque.
W 1979 roku został zatrudniony przez Rona Dennisa do projektu Project 4 Formula 2. Rok później Project 4 przejął McLarena i Jenkins został tam doradcą szefa ds. projektu, Johna Barnarda. Był w McLarenie inżynierem takich kierowców jak John Watson czy Alain Prost. Pod koniec 1984 roku otrzymał ofertę pracy od Rogera Penske w serii IndyCar, w zespole Penske Racing. Danny Sullivan, którego inżynierem był Jenkins, wygrał Indianapolis 500 w 1985 roku.
Zaprojektowane przez Jenkinsa modele Penske PC15 i PC16 były zaawansowane technicznie, ale nie osiągały znaczących sukcesów i w połowie 1987 roku Jenkins stracił pracę w Penske. Przed 1989 rokiem przeszedł do zespołu Formuły 1, Moneytron Onyx, którego kierowcami byli Stefan Johansson i Bertrand Gachot, przy czym Johansson ukończył Grand Prix Portugalii na podium. Pod koniec roku właściciel Moneytron, Jean-Pierre van Rossem, sprzedał zespół ekscentrycznemu szwajcarskiemu milionerowi Peterowi Monteverdi, a Jenkins wskutek tych zawirowań opuścił zespół. Dołączył następnie do Footworka, by zaprojektować napędzany silnikiem Porsche model FA12. Silnik nie odniósł dobrych wyników, ale Jenkins pracował w Footworku do lutego 1996 roku, kiedy to objął posadę dyrektora technicznego w nowo powstałym zespole Stewart Grand Prix. Rolę tę pełnił w Stewarcie do końca 1998 roku, kiedy to jego kontrakt nie został odnowiony. W poszukiwaniu pracy rozmawiał z Benettonem, Sauberem i Fordem (który planował program samochodów sportowych). W czerwcu 1999 roku dołączył do Prost Grand Prix i był odpowiedzialny za skonstruowanie Prosta AP03. W połowie 2000 roku został zwolniony z Prosta i zniknął z Formuły 1.